# La Queue de la comète
Pour plus de détails, voir Fiche technique et Distribution.
La Queue de la comète est un film français réalisé par Hervé Lièvre, sorti en 1988.

## Synopsis
Octave aime Alice qui aime Octave. Il est chanteur de rock. Elle peint. Elle est belle, et pure, et dure. Ils ont vingt ans. Les gens aiment bien la musique d'Octave et de ses amis. Paolo est leur manager. Il a 40 ans. Il sort, un peu, avec Joachim, le frère cadet d'Alice. Il a un fils, Théo, qui aime désespérément Alice.
Mais Alice n'aime pas Théo qui est un peu fou et malheureux. Pour gagner sa vie — et aussi parce qu'il a la haine — il fait "l'indic" pour un hôpital, à des fins plutôt obscures. Gabriel et sa bande aimeraient bien profiter de cette triste manne. Octave est blessé dans une bagarre avec Gabriel. Alice le laisse, abruti de somnifères, pour aller chercher des médicaments.
Elle rencontre Théo, et elle lui dit tout son mépris et son dégoût ; elle sait qu'il est responsable des blessures d'Octave. Théo encaisse mal ces injures qui lui font suffisamment perdre la tête pour qu'il veuille la violer. Alice s'enfuit, elle est renversée par un camion. Théo appelle la police. Il est horrifié de voir que c'est l'ambulance de l'hôpital qu'il connaît trop bien qui arrive la première pour emporter le corps d'Alice. Alice disparue, Octave se désespère. Paolo comprend bientôt que Théo n'est pas étranger à cette disparition. Il retrouve son fils, et découvre une part de la vérité.
Octave est un ange qui ne sait rien d'autre du monde et de la vie que l'amour d'Alice et sa musique, mais, quand Théo frappe à sa porte, il aurait bien de la peine à ne pas se venger s'il n'assurait pouvoir l'aider à retrouver Alice. Théo le conduit aux portes de l'hôpital. Octave demande à voir Alice, on lui dit qu'elle n'est pas là. Il insiste, on le laisse visiter des chambres, elle n'y est pas. En ressortant, il est abordé par un homme qui dit s'appeler Matalon et être médecin dans cet hôpital. Il certifie qu'Alice doit s'y trouver, comme d'autres femmes accidentées dont on utilise le corps pour développer des grossesses que d'autres ne peuvent ou ne veulent pas avoir (dans le temps on payait des femmes pour cela, mais ça créait trop de problèmes...). S'il raconte ce qu'il sait à Octave, c'est qu'il n'aime pas ce qu'il fait, ni les gens pour qui il le fait. Évidemment, Octave accepte son aide. Il retrouve Alice dans le coma. Matalon lui laisse l'espoir de pouvoir la ramener à la vie si on lui fait quitter l'hôpital. Octave tente de sortir Alice, mais, alors qu'il est sur le point de franchir les portes, il se fait rattraper.
Le médecin-chef vient lui expliquer que de tels agissements sont dangereux pour Alice, dont, par ailleurs, on s'occupe fort bien.
Le cœur d'Alice s'arrête. Le Médecin-Chef réussit à faire repartir les fonctions vitales de la jeune fille, semble-t-il... Paolo s'inquiète du concert à venir.
A la police, on expliquerait à Octave que c'est triste mais qu'il n'y a rien d'étonnant à ce que quelqu'un, renversé par un camion, soit dans un état très grave ; à la télé, on lui dirait que son histoire, si tant est qu'elle fût vraie, n'intéresserait personne.
On retrouve Paolo dans le bureau du Médecin-Chef... Joachim réveille Octave. Paolo l'emmène au concert ; on va opérer Alice, il pourra lui parler demain. Le concert est magique. À minuit, alors que le public le réclame, Octave apprend la mort — définitive — d'Alice. Il s'écroule.
Elle lui apparaît et le ramène jusqu'à la scène, où il chante, son amour et l'amour qu'elle avait de la vie. La vie qui continue, quoi qu'on fasse... quoi qu'on rêve...

## Commentaires
Le cœur dans les étoiles. C'est une histoire d'amour romantique, d'amour fou, exclusif et définitif, d'amour comme aimait à le définir François Truffaut. C'est aussi une histoire de musique. Un jeune chanteur-compositeur prépare un concert avec son groupe. Il a du talent, du tonus, et son imprésario-producteur a de l'argent. C'est aussi une histoire de jalousie, une tragédie de la jalousie. C'est enfin un épisode des Mystères de Paris, commencés par Louis Feuillade et continués par Rivette...
L'ambiance de ce film insolite étonne et détonne par rapport à la production française d'aujourd'hui, et cette originalité est de bon aloi. La ville est saisie dans ses architectures les plus extravagantes : le gigantisme lisse de type Montparnasse, les sous-sols-parkings déserts, les hôpitaux où il se passe d'étranges choses.
Dans cet univers réaliste qui flirte avec le fantastique, les sentiments s'exaspèrent et-les personnages, jouets ou instruments du destin, s'entrechoquent selon des trajectoires en zigzag. Emouvante est la passion des enfants qui s'aiment : il est blanc, elle est noire, ils ont vingt ans. Désespérante, la dérive du jaloux...
On entre peu à peu dans cet univers. On finit par se laisser envahir, puis dériver, comme dans un rêve (Gilbert Salachas, Télérama).
La Queue de la comète c'est, peut-être, ce quartier de la Défense, sorte de labyrinthe où les hautes maisons sont comme des phares pour les terriens paumés. La première qualité de ce film d'Hervé Lièvre, jeune réalisateur .de 37 ans, est de nous plonger physiquement, et magnifiquement, dans ce lieu, morceau de planète d'un autre monde. Puis, il .nous raconte une histoire où l'amour, la jalousie, la folie, le mystère, forment une spirale infernale où se débattent des êtres aux allures d'anges diaboliques. Les acteurs, tous les acteurs, sont d'une qualité exceptionnelle. Un film différent : comme un bout de comète dont « la chevelure habite les rêves de ceux qui regardent les ciels nocturnes » (André Rollin., Le Canard enchaîné)
Les premières séquences sentent le mystère. Sûr, il va se passer quelque chose. La caméra tâtonne étrangement, elle semble se partager entre deux histoires parallèles. D'un côté, elle présente Théo, un jeune homme qui donne des Coups de fils discrètement pour annoncer des accidents de la route, des jeunes gens bizarres qui semblent avoir un compte à lui régler et des hommes en blouses blanches : des médecins ? Des types louches déguisés en médecins? De l'autre côté, un groupe dé rock, leur jeune chanteur vedette, Octave, Alice, qu'il aime et qui l'aime, toujours là, dans le studio ou les coulisses, et Paolo, leur manager, un vrai père qui glisse des billets dans les poches de ses poulains, tellement ravi par leur travail.
Albert Delpy est dans ce rôle, un bon rôle. Dans le premier film d'Hervé Lièvre, «les Bancals», il était déjà là, aux côtés de Paul Crauchet, dans le personnage d'un marginal vivant de petits boulots. Le jeune réalisateur l'a rappelé pour son second film, «la Queue de la comète ». […]
Paolo est aussi le père de Théo. Les histoires parallèles et ambiguës du début du film se croisent. Théo entre dans les images du studio d'enregistrement. Le mystère s'estompe un moment avec la disparition des blouses blanches. Théo se traîne d'ennui, il en veut à la terre entière, à son père jovial et sympathique à qui les rondeurs d'Albert Delpy vont si bien. Théo, jaloux, en veut à Octave, pour l'attention que lui porte son père, pour son succès pour Alice. Il dit aimer Alice. Il la harcèle et elle le rejette, parfois avec agressivité. Jusqu'au jour où, un peu fou, Théo va la pourchasser et la violenter. Dans sa fuite, Alice est renversée par un camion. Des blouses blanches d'un service d'urgence viennent la recueillir. Normalement pour la conduire dans un hôpital. Et pourtant Octave perd sa trace. Enfin, un médecin lui donne une clé: «À l'époque des femmes louaient leur ventre, mais ça créait trop de problèmes... »
Ni de violence, ni de suspense, d'amour, ni un drame psychologique ni un film fantastique, il joue de tout à la fois. Les deux amoureux tombent derrière un canapé au bon moment. Un camion cache Alice abattue par le viol qu'elle vient de subir. Les manigances de Théo, de ses copains ou des blouses blanches ne font que planer. Puis on découvre l'horreur dans toute sa vraisemblance (Henry Chapier, Le Quotidien de Paris).

## Fiche technique
- Titre : La Queue de la comète
- Réalisation : Hervé Lièvre
- Scénario : Hervé Lièvre, Eric Tenet
- Assistants réalisateur : Christian Garrigues
- Images : Maurice Giraud
- Opérateur : Maxime Lefevre, assisté d'Isabelle Quignaux et Jean-Philippe Bouyer
- Electricité et machinerie : René Giraud, Madjid Hakimi, Roger-Paul Tizio
- Son : Jean-Louis Garnier, assisté de Dominique Lancelot, Eric Celton
- Musique : Christophe Donnet
- Montage : Olivier d'Angély, assisté de Christine Bonnet
- Mixage : Jean-Louis Garnier
- Bruitages : Gil Bast
- Décors des concerts : Jean-Louis Verhaegen
- Les peintures d'Alice sont de Jean-Daniel Bouvard
- Costumes : Justine Léonard
- Script-boy : Patrick Pesenti
- Maquillage : Françoise Jutier, assistée de Corinne Gain
- Régie : Cécile Couprie, Catherine Maufroy, Jean-Bernard Baillou
- Production : AAPA et Atelier Productions
- Producteurs : Hervé Lièvre et François Blancpain
- Distribution : Les Films Jacques Leitienne
- Tournage à Paris et à Bruxelles
- Tirage : Laboratoire LTC
- Format : 1 x 2,35
- Durée : 90 minutes
- Dates de sortie : 1988

## Distribution
- Christophe Donnay
- Albert Delpy
- Gil de Murger
- Tam Sir
- Jean Davy
- Philippe du Janerand
- Jean-François Leca
- Marie Pillet
- Sebastian Roché
- Phung Tran
- Nevena Petkova
- Diako Diakof
- Bernard Loutrel
- Didier Demurger
- Raymond Kedzierski
- Isabelle Jaquet
- Carole Rouland
- Katoucha
- Claude Viel
- Corine Anxionnaz
- Jean Glénat
- Christian Renaud
- David Hauss
- Patrick Demurger
- Alexandre Ginoyer
- Françoise Taguet
- Bruno Le Barazer
- Jacques Guillameaud
- Claude Harold
- Caryn Fournier
- Gérard Dessalles

## Autour du film
La Queue de la comète a été présenté aux festivals cinématographiques d'Alès, Santarém, Prades, Cadíz, Valéncia, Bergamo, Estoril, Braga, Chalon.